# Calcul de la date de Pâques selon la méthode de Conway
La méthode canonique de calcul de la date de Pâques grégorienne est extrêmement complexe. De nombreux mathématiciens, à partir du XVIIIe siècle et à la suite de Gauss tentèrent de mettre au point des méthodes plus simples. Ces recherches se sont poursuivies jusqu'aux années 1980. Parmi les méthodes récentes, l'intérêt principal de l'algorithme de Conway est d'introduire une présentation nouvelle du calcul de la date de Pâques grégorienne à l'aide du concept de "Jour-pivot" :
Il existe chaque année une série de dates mensuelles qui tombent toutes le même jour de la semaine. Cette série de dates est constante pour les dix derniers mois de l'année et varie pour janvier et février selon que l'année est ou non bissextile. Pour les années normales, cette série de dates est : (31/01, 28/02, 7/03, 4/04, 9/05, 6/06, 11/07, 8/08, 5/09, 10/10, 7/11, 12/12) et pour les années bissextiles, le 31/01 devient le 1/02 et le 28/02 devient le 29/02. De plus les jours-pivot séculaires suivent un cycle de 400 ans. Conway utilise ces propriétés pour déterminer la Lune pascale et le dimanche de Pâques.
La méthode n'est toutefois pas aussi originale qu'il y paraît : en réalité, les jours-pivots se déduisent facilement de la lettre dominicale par la relation :
JP = (3 - L) mod 7
avec JP : jour-pivot ; L : Lettre dominicale (A, ..., G) avec
A = 1 ; B = 2 ; ... ; G = 0.
Les contrôles effectués par ordinateur prouvent que la méthode, dans la présentation qui en est donnée ci-dessous, est exacte et donne les mêmes résultats que l'algorithme de Meeus pour un cycle de 5 700 000 ans à partir de 1583.
Cet article présente de façon détaillée de calcul de la date de Pâques selon la méthode de Conway pour le calendrier grégorien. Cette description est rédigée sous forme algorithmique, n'utilisant que des opérations arithmétiques élémentaires et sans référence à quelque langage de programmation que ce soit. L'utilisateur qui désire programmer cet algorithme devra rechercher les instructions appropriées dans le langage qu'il utilise. Le calcul de cet algorithme ne nécessite nulle programmation compliquée : l'usage d'un simple tableur est suffisant. Quoique cette méthode de calcul ait fait l'objet de vérifications minutieuses, elle est, en tout état de cause, fournie en l'état : il appartient à l'utilisateur de s'assurer de son exactitude et de son adéquation à ses usages.

## Calcul de la date de Pâques grégorienne en calendrier grégorien
L'algorithme de Conway présenté ici a été rédigé, reformaté et vérifié selon les indications de ce site et quelques améliorations de présentation pour le calcul des jours pivots séculaires (trois premières lignes de l'algorithme) et les conditions sur l'épacte (trois dernières lignes).
Pour Année ≥ 1583 :
| Dividende      | Diviseur | Quotient | Reste | Expression         | Explication                                   |
| -------------- | -------- | -------- | ----- | ------------------ | --------------------------------------------- |
| Année          | 100      | s        | t     |                    | s : année séculaire, t : millésime            |
| t              | 4        | a        |       |                    | Terme bissextile                              |
| s              | 4        |          | p     |                    |                                               |
| 9 - 2*p        | 7        |          | jps   |                    | jour-pivot séculaire .                        |
| jps + t + a    | 7        |          | jp    |                    | jour-pivot de l'année courante                |
| Année          | 19       |          | g     |                    |                                               |
|                |          |          |       | G = g + 1          | Cycle de Méton                                |
| s              | 4        | b        |       |                    | Métemptose                                    |
| 8 (s + 11)     | 25       | r        |       |                    | Proemptose                                    |
|                |          |          |       | C = -s + b + r     | Correction séculaire                          |
| 11 G + C       | 30       |          | d     |                    |                                               |
| d + 30         | 30       |          | d     |                    | Pleine Lune pascale.                          |
| 551 - 19 d + G | 544      | h        |       |                    | Correction des exceptions à l'épacte.         |
| 50 - d - h     | 7        |          | e     |                    | Écart de la Pleine Lune pascale au Jour-pivot |
| e + jp         | 7        |          | f     |                    | Jour de la Pleine Lune pascale                |
|                |          |          |       | R = 57 - d - f - h | Dimanche de Pâques                            |

R est la date de Pâques en jours de mars
Si R ≤ 31 alors
Mois = mars
Quantième = R
sinon
Mois = avril
Quantième = R - 31

## Exemple
Exemple pour l'année 2006
| Dividende      | Valeur Dividende | Diviseur | Valeur Diviseur | Quotient | Valeur Quotient | Reste | Valeur Reste | Expression        | Valeur Expression |
| -------------- | ---------------- | -------- | --------------- | -------- | --------------- | ----- | ------------ | ----------------- | ----------------- |
| Année          | 2006             | 100      | 100             | s        | 20              | t     | 6            |                   |                   |
| t              | 6                | 4        | 4               | a        | 1               |       |              |                   |                   |
| s              | 20               | 4        | 4               |          |                 | p     | 0            |                   |                   |
| 9 - 2*p        | 9                | 7        | 7               |          |                 | jps   | 2            |                   |                   |
| jps + a + t    | 9                | 7        | 7               |          |                 | jp    | 2            |                   |                   |
| Année          | 2006             | 19       | 19              |          |                 | g     | 11           |                   |                   |
|                |                  |          |                 |          |                 |       |              | G = g + 1         | 12                |
| s              | 20               | 4        | 4               | b        | 5               |       |              |                   |                   |
| 8 (s + 11)     | 248              | 25       | 25              | r        | 9               |       |              |                   |                   |
|                |                  |          |                 |          |                 |       |              | C = -s + b + r    | -6                |
| 11 G + C       | 126              | 30       | 30              |          |                 | d     | 6            |                   |                   |
| d + 30         | 36               | 30       | 30              |          |                 | d     | 6            |                   |                   |
| 551 - 19 d + G | 449              | 544      | 544             | h        | 0               |       |              |                   |                   |
| 50 - d - h     | 44               | 7        | 7               |          |                 | e     | 2            |                   |                   |
| e + jp         | 4                | 7        | 7               |          |                 | f     | 4            |                   |                   |
|                |                  |          |                 |          |                 |       |              | R = 57- d - f - h | 47                |

Puisque R > 31 :
Mois = avril
Quantième = R - 31 = 16
Pâques est le 16 avril 2006